# Communauté de communes Éguzon - Argenton - Vallée de la Creuse
La communauté de communes Éguzon - Argenton - Vallée de la Creuse est une communauté de communes française, située dans le département de l'Indre, en région Centre-Val de Loire.
Elle est née de la fusion de la communauté de communes du pays d'Éguzon - Val de Creuse et de la communauté de communes du pays d'Argenton-sur-Creuse.

## Historique
- 1er janvier 2017[3],[2] : création de la communauté de communes à la suite de la fusion de la communauté de communes du pays d'Éguzon - Val de Creuse et de la communauté de communes du pays d'Argenton-sur-Creuse.

## Territoire communautaire

### Géographie
La communauté de communes se trouve dans le centre et le sud du département et a une superficie de 452,40 km2.
Elle s'étend sur 21, communes, dont 20 dans le canton d'Argenton-sur-Creuse et 1 dans le canton de Saint-Gaultier.

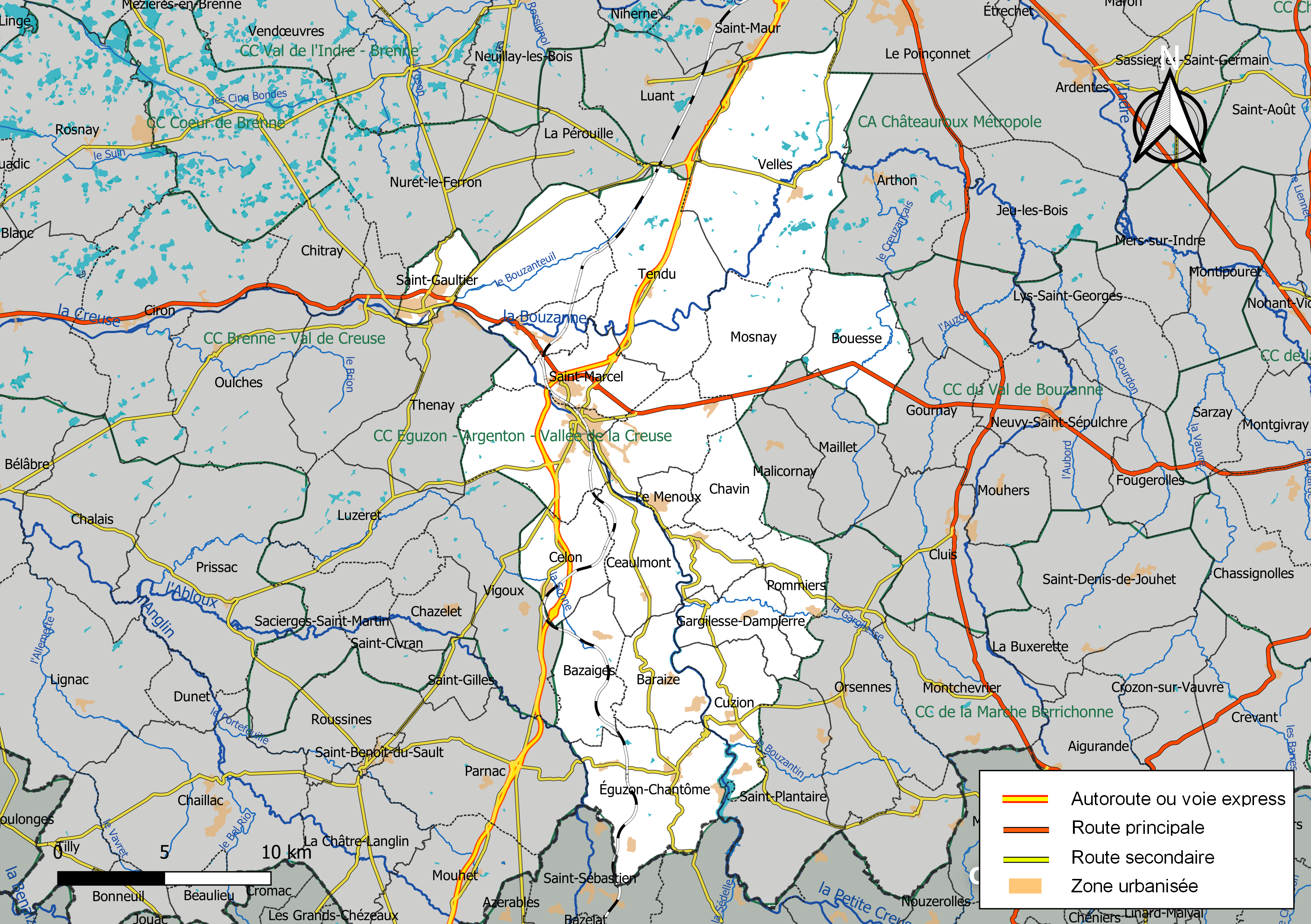
Carte de la communauté de communes Éguzon - Argenton - Vallée de la Creuse au 1er janvier 2019.

### Composition

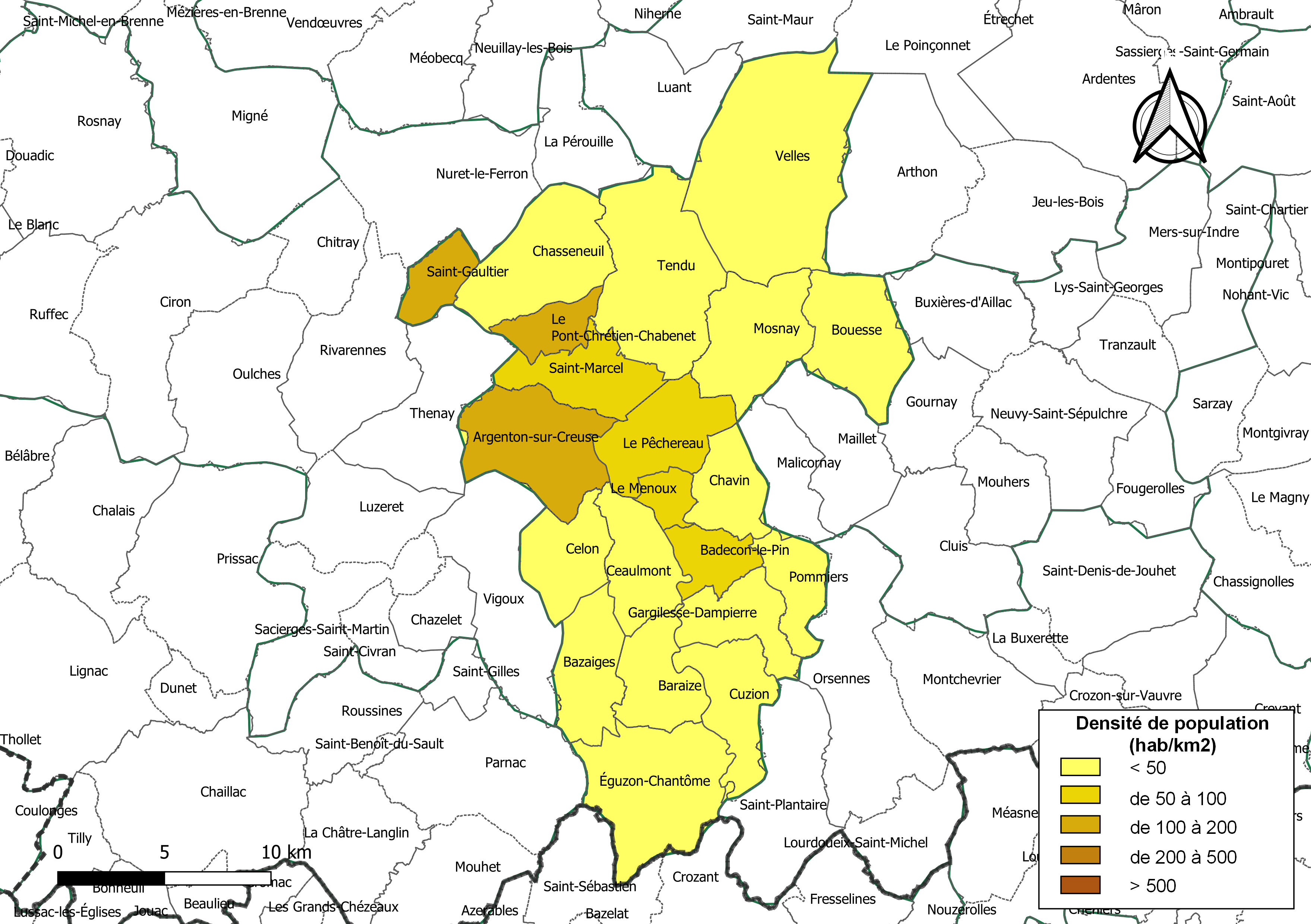
Carte des densités de population (millésimée 2016) des communes de la communauté de communes Éguzon - Argenton - Vallée de la Creuse. Composition en communes au 1er janvier 2019.

La communauté de communes est composée des 21 communes suivantes :

| Nom                         | Code Insee | Gentilé        | Superficie (km2) | Population (dernière pop. légale) | Densité (hab./km2) |
| --------------------------- | ---------- | -------------- | ---------------- | --------------------------------- | ------------------ |
| Argenton-sur-Creuse (siège) | 36006      | Argentonnais   | 29,34            | 4 817 (2022)                      | 164                |
| Badecon-le-Pin              | 36158      | Badeconnais    | 9,88             | 761 (2022)                        | 77                 |
| Baraize                     | 36012      | Baraizois      | 16,39            | 357 (2022)                        | 22                 |
| Bazaiges                    | 36014      | Bazaigeois     | 18,37            | 213 (2022)                        | 12                 |
| Bouesse                     | 36022      |                | 24,19            | 388 (2022)                        | 16                 |
| Ceaulmont                   | 36032      |                | 17,38            | 673 (2022)                        | 39                 |
| Celon                       | 36033      | Celonnais      | 17,04            | 383 (2022)                        | 22                 |
| Chasseneuil                 | 36042      | Cassinolais    | 29,85            | 710 (2022)                        | 24                 |
| Chavin                      | 36048      | Chavinois      | 14,01            | 270 (2022)                        | 19                 |
| Cuzion                      | 36062      | Cuzionnais     | 18,45            | 474 (2022)                        | 26                 |
| Éguzon-Chantôme             | 36070      | Éguzonnais     | 36,44            | 1 314 (2022)                      | 36                 |
| Gargilesse-Dampierre        | 36081      | Gargilessois   | 15,72            | 267 (2022)                        | 17                 |
| Le Menoux                   | 36117      | Menousiens     | 5,58             | 412 (2022)                        | 74                 |
| Mosnay                      | 36131      | Mosnaciens     | 25,28            | 463 (2022)                        | 18                 |
| Le Pêchereau                | 36154      | Pescherelliens | 20,94            | 1 781 (2022)                      | 85                 |
| Pommiers                    | 36160      |                | 12,19            | 228 (2022)                        | 19                 |
| Le Pont-Chrétien-Chabenet   | 36161      | Pontcabanois   | 9,03             | 934 (2022)                        | 103                |
| Saint-Gaultier              | 36192      | Galtois        | 9,2              | 1 714 (2022)                      | 186                |
| Saint-Marcel                | 36200      | Pitolats       | 17,84            | 1 510 (2022)                      | 85                 |
| Tendu                       | 36219      | Tenaldois      | 42,17            | 654 (2022)                        | 16                 |
| Velles                      | 36231      | Vellois        | 63,09            | 979 (2022)                        | 16                 |

### Démographie
| 1968   | 1975   | 1982   | 1990   | 1999   | 2006   | 2011   | 2016   | 2022   |
| ------ | ------ | ------ | ------ | ------ | ------ | ------ | ------ | ------ |
| 21 419 | 20 842 | 20 518 | 19 769 | 19 670 | 20 156 | 20 079 | 19 882 | 19 302 |

## Administration

### Siège
Le siège de la communauté de communes est à Argenton-sur-Creuse, 8 rue Simone de Beauvoir (ancienne rue du gaz),.
Une antenne existe à Éguzon-Chantôme au 4 route du Moulin de l'Étang.

### Les élus
La communauté de communes est gérée par un conseil communautaire composé de 54 membres représentant chacune des communes membres et élus pour une durée de six ans.
Ils sont répartis comme suit :
| Nombre de délégués | Communes |
| ------------------ | --- |
| 10                 | Argenton-sur-Creuse |
| 4                  | Le Pêchereau, |
| 3                  | Saint-Gaultier, Saint-Marcel, |
| 2                  | Éguzon-Chantôme, Velles |
| 1                  | Badecon-le-Pin, Baraize, Bazaiges, Bouesse, Ceaulmont, Celon, Chasseneuil, Chavin, Cuzion, Gargilesse-Dampierre, Le Menoux, Mosnay, Pommiers, Le Pont-Chrétien-Chabenet, Tendu |

### Présidence
Le conseil communautaire de juillet 2020 a élu son président, Vincent Millan et désigné ses huit vice-présidents qui sont : 
1. Jean-Pierre Nandillon (commission environnement) ;
2. Jean-Paul Thibaudeau (commission culture) ;
3. Jean-Paul Grelet (commission action sociale et santé) ;
4. Alain Gourinat (commission urbanisme  et travaux) ;
5. Jean-Paul Martin (commission promotion touristique) ;
6. André Guilbaud (commission développement économique, emploi et formation professionnelle) ;
7. Guillaume Chaussemy (commission sport, jeunesse et loisirs) ;
8. Colette Fernique (commission culture).

Et Francis Nouhant a été désigné comme conseillé délégué aux finances.
Ils forment ensemble l'exécutif de l'intercommunalité pour le mandat 2017-2020.
| Période          | Période  | Identité       | Étiquette | Qualité                            |
| ---------------- | -------- | -------------- | --------- | ---------------------------------- |
| 1er janvier 2017 | En cours | Vincent Millan | PS        | Maire d'Argenton-sur-Creuse (2014) |

### Compétences
L'intercommunalité exerce les compétences, qui lui ont été transférées par les communes membres, dans les conditions fixées par le code général des collectivités territoriales, comme :
- la collecte des déchets des ménages et déchets assimilés ;
- le traitement des déchets des ménages et déchets assimilés ;
- le plan local pour l'insertion et l'emploi ;
- l'action de développement économique (soutien des activités industrielles, commerciales ou de l'emploi, soutien des activités agricoles et forestières…) ;
- la construction, aménagement, entretien, gestion d'équipements ou d'établissements sportifs ;
- les établissements scolaires ;
- les activités péri-scolaires ;
- les actions de soutien à l'enseignement supérieur ;
- les activités sportives ;
- le schéma de cohérence territoriale (SCOT) ;
- le schéma de secteur ;
- les plans locaux d’urbanisme ;
- la création et réalisation de zone d’aménagement concertée (ZAC) ;
- la constitution de réserves foncières ;
- l'organisation des transports urbains ;
- l'organisation des transports non urbains ;
- la prise en considération d’un programme d’aménagement d’ensemble et détermination des secteurs d’aménagement au sens du code de l’urbanisme ;
- la création, aménagement, entretien de la voirie ;
- la politique du logement non social ;
- la politique du logement étudiant ;
- l'action en faveur du logement des personnes défavorisées par des opérations d’intérêt communautaire ;
- l'opération programmée d'amélioration de l'habitat ;
- la réalisation d'aire d'accueil ou de terrains de passage des gens du voyage ;
- le NTIC (Internet, câble…) ;
- les archives.

### Régime fiscal et budget
La communauté de communes est un établissement public de coopération intercommunale (EPCI) à fiscalité propre. Elle est sous le régime de la fiscalité professionnelle unique.
L'établissement perçoit la dotation globale de fonctionnement (DGF). En revanche elle ne perçoit pas la dotation de solidarité communautaire  (DSC), la redevance d'enlèvement des ordures ménagères (REOM) et la taxe d'enlèvement des ordures ménagères (TEOM).
|                        | 2017        |
| Budgets fonctionnement | 8 492 000 € |
| Budgets investissement | 955 364 €   |
| Budgets total          | 9 447 364 € |

### Identité visuelle
Logos successifs de la communauté de communes.

Le logo de 2017 à 2019.
Le logo depuis 2019.